# Розовоязыкий сцинк
Розовоязыкий сцинк (лат. Cyclodomorphus gerrardii) — вид ящериц из рода Cyclodomorphus подсемейства Egerniinae семейства сцинковых. Назван в честь Эдварда Джеррарда (англ. Edward Gerrard), работавшего ассистентом в Британском музее. Обитает на восточном побережье Австралии.

## Описание
Длина тела без хвоста до 20 см. Хвост в 1,1—1,4 раза длиннее тела. Взрослые особи весят до 150 г. Туловище удлинённое, в поперечном сечении цилиндрической формы, покрыто гладкими чешуями, образующими вокруг его середины 30—34 ряда. Конечности средней длины, задние достигают 25—30 % длины тела. Носовые щитки отделены друг от друга, предлобные контактируют. Над каждым глазом по три надглазничных щитка. Передние височные щитки не удлинённые. Ушное отверстие хорошо заметно.
Зубы имеют особое строение. Ряды их на верхней и нижней челюсти заканчиваются каждый увеличенными зубами, за которыми у некоторых особей могут располагаться еще 1—2 зуба.
Окраска верхней стороны тела от серебристо-серой до палевой или насыщенно коричневой с рисунком из поперечных тёмно-коричневых полос, на боках тела проходящих диагонально. Эти полосы имеют ту же ширину, что и промежутки между ними или несколько уже, и иногда имеют тонкую белую или кремовую окантовку заднему краю. На верхней стороне головы и в теменной области обычно имеются тёмные лилово-коричневые пятна, но встречаются особи и без них. Под глазом до горла проходят одна или две поперечные полоски. Часть губных щитков имеет тёмные края. Нижняя сторона туловища лилово-коричневая с двумя-тремя неясными широкими поперечными полосами на горле. Чешуйки на груди и животе с бледными задними краями. На хвосте 8—12 чёрных поперечных полос шириной примерно равных промежуткам между ними.

### Изменчивость
Голова самок обычно более узкая, чем у самцов. У некоторых самцов на нижней поверхности хвоста около клоаки слабо выражены карманы гемипенисов.
Молодняк розовоязыких сцинков отличается особой окраской. Основной цвет варьирует от светло-коричневого и красноватого с чёрными полосами, которые становятся менее различимы, начиная с четырёхмесячного возраста. Рот окрашен в кобальтово-синий с тёмно-синим языком, который к 1-2 годам становится розовым.

## Распространение
Распространён на восточном побережье Австралии от Голубых гор к западу от Сиднея до основания полуострова Кейп-Йорк. Предпочитает влажные местообитания, такие как влажные склерофитные сообщества или дождевые леса, но на севере ареала может занимать муссонные или сухие склерофитные леса. Встречается также в хорошо увлажнённых пригородных садах.

## Образ жизни
Активен преимущественно в сумеречное и ночное время, передвигаясь в основном по земле, но часто забирается на низкорослые растения с помощью цепкого хвоста. Иногда может охотиться днём. Питается насекомыми и другими мелкими членистоногими. Живородящий, самки рождают до 25 детёнышей.

## Классификация
Впервые они были описаны Греем в 1845 году как Hinulia gerrardii. Основываясь на особенностях строения зубов, Вильгельм Петерс в 1867 году основал новый род Hemisphaeriodon. Затем, по прошествии 63 лет, Митчелл (Mitchell) переместил розовоязыких сцинков в род Tiliqua.